# 朝倉徳次郎
朝倉 徳次郎（あさくら とくじろう、1841年〈天保12年〉 - 1916年〈大正5年〉4月22日）は、日本の農民、米屋、精米業、水車業、地主、政治家。

## 経歴
武蔵国出身。金蔵の長男。朝倉家は江戸時代から米を作る傍ら、三田用水の水車を利用して米の賃搗きを行っていたが、明治のはじめに徳次郎は百姓が嫌になり「暁天に野菜を洗って出荷して5銭にしかならぬ」と言って精米業に転じた。
1869年、朝倉米店開業。米の賃搗きで得た現金により農民が安く手放した土地を次々と買い取った。
質朴勤勉な富民として平和な生活をなし、名望のため渋谷村会議員をつとめた。また徳次郎以来、代々朝倉家が渋谷の氷川神社の大総代をつとめた。

## 人物
住所は東京府豊多摩郡渋谷村大字下渋谷（のち渋谷町、現・東京都渋谷区）。墓所は青山霊園。戒名は實成院精進日德居士。

## 家族・親族
朝倉家
- 父・金蔵[2]
- 息子2人（疫病で亡くす）[2]
- 娘
  - タキ[2]（1872年 - ?、あるいはたき[5][6]、虎治郎の妻）
  - スエ[2]（1884年 - ?、あるいはすゑ[5][6]、八郎の妻）
- 婿
  - 虎治郎（1871年 - 1944年、タキの夫[2]、東京平民、精米業[5]、東京府会議員[6]）
  - 八郎（1885年 - 1950年、スエの夫、米屋、地家主）[2]